# Hôtel-Dieu w Charlieu
Hôtel-Dieu w Charlieu – wzniesiony w 1754 roku w Charlieu we Francji. Od 1895 roku posiada status monument historique, w kategorii classé MH (zabytek o znaczeniu krajowym).

## Lokalizacja
Dom jest zlokalizowany na terenie miejscowości Charlieu przy rue Jean-Morel, rue de l’Hôpital i rue du Docteur-Vitaut w Charlieu, w departamencie Loara, w regionie Auvergne-Rhône-Alpes.

## Opis i historia
Pierwszy szpital w Charlieu mieścił się na terenie opactwa benedyktynów, gdzie w średniowieczu gościł biednych i pielgrzymów. W 1754 roku wybudowano nowy szpital. Opiekę nad chorymi powierzono siostrom z zakonu św. Marty.    
W 1981 roku szpital zlikwidowano, a w budynkach powstało muzeum szpitala i Muzeum Jedwabiu.     

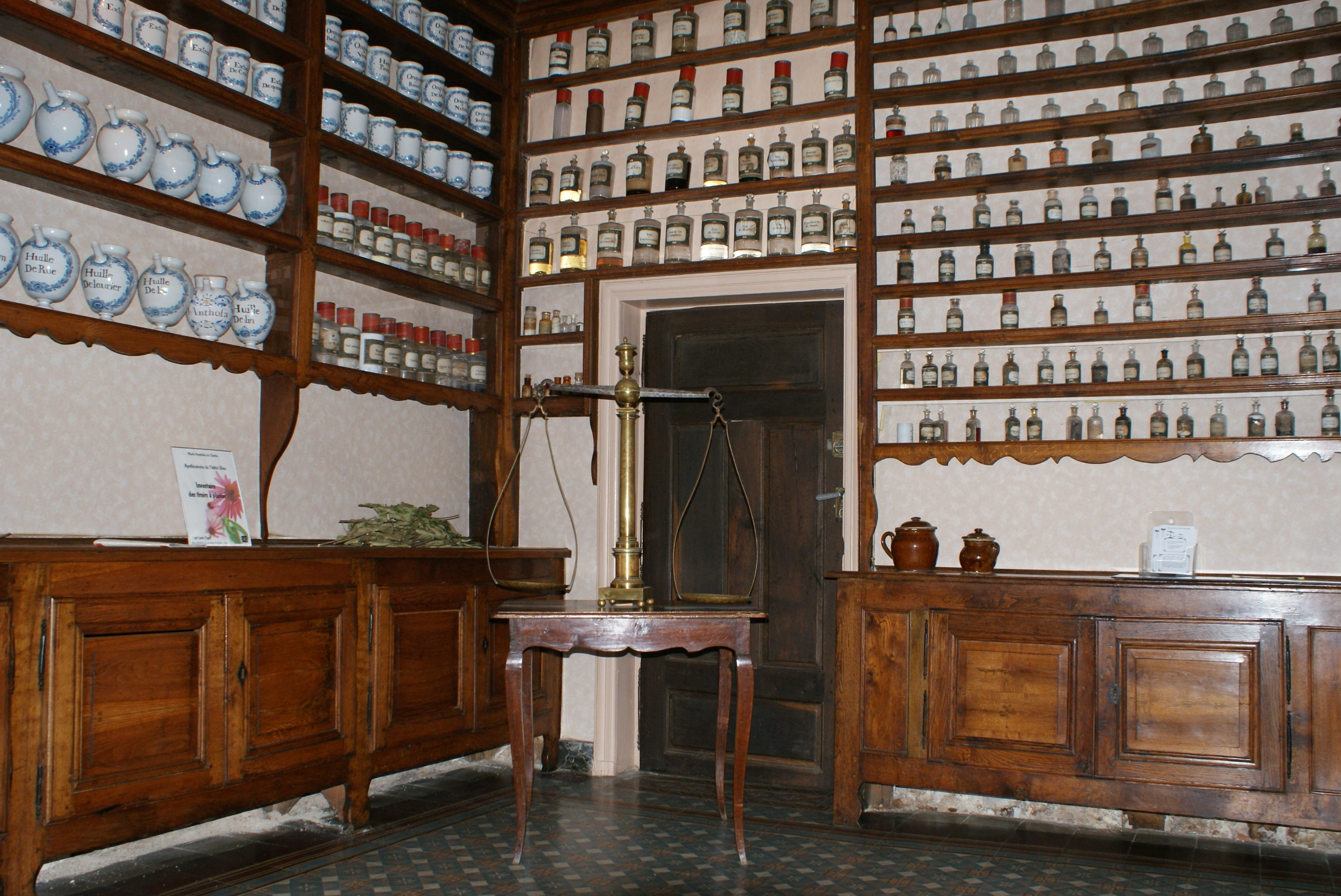
Les musées

Zrekonstruowano pomieszczenia z okresu od końca XIX wieku do lat 50. XX w. Znajduje się tu duża sala chorych z rzędami łóżek, sale zabiegowe, sala operacyjna i łazienki. W aptece szpitalnej zachowały się XVIII-wieczna stolarka, szuflady na rośliny i zestaw XVIII-wiecznych glinianych garnków. W kaplicy przyszpitalnej znajduje się ołtarz z pozłacanego drewna.    
W Muzeum Jedwabiu znajdują się maszyny pochodzące z XIX wieku, luksusowe stare suknie jedwabne.    